# Противотанковое ружьё Миля-Пасхина
Противотанковое ружье Миля-Пасхина — пехотное противотанковое ружьё, стреляющее реактивными снарядами РС-82.

## История создания
В 1941 году конструкторское бюро Камова по проектированию автожиров было эвакуировано в поселок Билимбай Свердловской области. Миль М. Л. был назначен заместителем директора завода № 290 НКАП. В связи с тем, что работы по созданию автожиров были прекращены, он в инициативном порядке начал разрабатывать проект реактивного противотанкового ружья.
Осенью 1942 года Милем М. Л. и Пасхиным С. В. были созданы пять опытных установок двух различных типов. Испытания проводились в НИИ ВВС. Миль М. Л. лично участвовал в стрельбе из реактивного ружья. В октябре 1942 года Миль направил в Государственный комитет обороны предложение о применении противотанкового ружья, стреляющего реактивными снарядами РС-82. В ноябре 1942 года представителями Главного управления вооружений гвардейских минометных частей было подготовлено отрицательное заключение на предложение Миля-Пасхина. Причиной отказа называлось большое рассеивание снарядов РС-82. Согласно приведённым расчётам, вероятность попадания в танк с расстояния 200 метров составляла лишь 3,4 %.

## Конструкция
Фактически установка ПМ-82 Миля-Пасхина представляла собой не классическое противотанковое ружьё, а станковый реактивный гранатомет.
Конструкторами были разработаны две модели установки: одно- и трёхзарядного типа. Однозарядное ружьё могло изготавливаться в лёгком варианте — на треноге и в тяжёлом варианте — на станке. Вес установки, в зависимости от варианта исполнения, составлял от 14 до 21 кг (без учёта веса аккумулятора). Для отвода струи пороховых газов был предусмотрен защитный щиток со специальным направляющим устройством. Запуск реактивного снаряда осуществлялся с направляющих реек РО-82 при помощи пиропатрона. Альтернативная конструкция ружья была разработана директором завода № 290 Камовым Н. И. и конструкторами Коротких Г. И. и Курышевым М. В.

## Оценка проекта
В начальный период войны Красная Армия испытывала острую нехватку противотанковой артиллерии. В этой связи, усилия многих конструкторов были направлены на создание дешёвых и простых в производстве средств борьбы с танками противника. Проекты по использованию реактивных неуправляемых снарядов для стрельбы по танкам и ДОТам неоднократно возникали на протяжении первой половины войны. Некоторые из них были реализованы. Аналогичные установки изготавливались полукустарным способом мелкими сериями в полковых мастерских и на некоторых прифронтовых предприятиях. Такие установки могли быть эффективны на открытой местности против пехоты противника. Однако, как противотанковое оружие, перспектив они не имели в силу большого рассеивания реактивных снарядов РС-82. Кроме того, даже в при условии прямого попадания, вероятность уничтожения танка осколочно-фугасным снарядом оставалась весьма низкой. По мере насыщения частей Красной Армии противотанковой артиллерией и САУ, потребность в таких установках практически исчезла. На завершающем этапе войны бойцы Красной Армии с успехом использовали трофейные противотанковые гранатомёты, которые, при сопоставимой прицельной дальности стрельбы, обладали существенно бо́льшим бронепробитием.